# Sympycnus gracilipes
Sympycnus gracilipes är en tvåvingeart som beskrevs av Octave Parent 1933. Sympycnus gracilipes ingår i släktet Sympycnus och familjen styltflugor. Inga underarter finns listade i Catalogue of Life.